# Constituição da Serra Leoa
A Constituição da Serra Leoa é a lei básica que rege a Serra Leoa. Foi adotada em 1º de outubro de 1991 e revisada pela última vez em 2008.
A Constituição da Serra Leoa encontra-se subdividida nas seguintes seções:
- Capítulo I - A República da Serra Leoa
- Capítulo II - Capítulo II - Princípios Fundamentais da Política Estadual
- Capítulo III - Reconhecimento e Proteção dos Direitos e Liberdades Fundamentais dos Direitos do Homem
- Capítulo IV - A Representação do Povo
- Capítulo V - O Executivo
- Capítulo VI - Legislatura
- Capítulo VII - O Judiciário
- Capítulo VIII - O Provedor de Justiça
- Capítulo IX - Comissões de Inquérito
- Capítulo X - O Serviço Público
- Capítulo XI - Forças Armadas
- Capítulo XII - Leis da Serra Leoa
- Capítulo XIII - Diversos
- Capítulo XIV - Disposições transitórias
- Primeiro horário - Território da Serra Leoa
- Segundo horário - Juramento dos Presidentes
- Terceira programação
- Quarto Anexo - Declaração de Conformidade
- Lei de alteração da Constituição de Serra Leoa de 2001